# Unicentro Cali
El Unicentro de Cali es un centro comercial ubicado en la ciudad de Cali, capital del departamento del Valle del Cauca, Colombia. Al igual que los demás centros comerciales de la marca Unicentro, fue construido por Pedro Gómez  y Cía. S.A. 
El complejo cuenta con más de 546 locales comerciales, 291 oficinas y 2.800 espacios de estacionamiento para automóviles.
En 2007 se inauguró el Edificio Oasis con arquitectura bioclimática. Su cubierta ganó un Premio Mundial de Diseño en el año 2009, porque regula la temperatura aproximadamente 1,5 °C más baja que el resto de la construcción.

## Historia
El Centro Comercial Unicentro en Cali fue construido el 25 de noviembre de 1980 en los predios donde operaba la fábrica Ingenio Meléndez. Posteriormente, en el año 2007 se inauguró en el establecimiento el Edificio Oasis, compuesto por locales comerciales, convirtiéndose en una nueva zona de comidas y oficinas. La cubierta de este edificio fue ganadora del Premio Mundial de Diseño en su categoría en 2009. Es un edificio con arquitectura bioclimática y en su espacio la temperatura es 1.5°C menor que en el resto del área del centro comercial.

## Remodelación
A partir de 2011 se inició la remodelación total de todas las áreas construidas del Unicentro, obras que terminarían en 2014. Se efectuó igualmente la remodelación con arquitectura bioclimática y sus más de 100.000 visitantes diarios ya gozan de este beneficio.
Se incorporaron en el diseño los pasos de las ramas y brazos de la extensa vegetación a través de los cielos y cubiertas para no talar ninguno, manteniendo como principio esencial del proyecto el respeto por la naturaleza y el entorno.
En junio de 2013, tenía un área total de más de 137.200 m² y más de 100.000 m² construidos, de los cuales 65.000 m² corresponden al área comercial. Se adelantó el desarrollo de nuevas etapas de crecimiento de los espacios comerciales, de ocio y de complemento de las necesidades de los visitantes. En agosto de 2013 se anexaron las últimas áreas construidas por un total de 15.500 m².

## Expansión
Las directivas del Unicentro prevén la construcción de un teatro para la gran comunidad del sur de Cali y de toda la ciudad. Se conjugan los intereses en este propósito de las instituciones educativas de la ciudad, de las autoridades culturales de Cali y de las empresas privadas.

## Construcción
Con el fin de descentralizar el Unicentro y Multicentro (unidad residencial adyacente al centro comercial), se inició en 1978 en Cali la construcción de un complejo comercial y residencial similar a los de Bogotá. Unicentro Cali y Multicentro Cali fueron inaugurados el 25 de noviembre de 1980 y 1981, respectivamente.

## Locales, comerciales y oficinas
En el centro comercial hay una sala de cine de Cine Colombia y un casino, además de diversos restaurantes y locales de venta de todo tipo de productos, desde ropa hasta tecnología, distribuidos en sus 546 locales comerciales y 291 oficinas.